# Quark étrange
Le quark étrange (souvent appelé quark strange en empruntant la terminologie anglophone, et également nommé quark s) est un quark, une particule élémentaire du modèle standard de la physique des particules.
L’UIPPA définit le symbole s comme son nom officiel, désignant strange comme une appellation d’intérêt mnémotechnique.
Avec le quark charm, il fait partie des quarks de deuxième génération. Comme tous les quarks de charge négative, sa charge électrique est de −1/3 e (celle des quarks électropositifs est de +2/3 e). Sa masse au repos de 95+9
 −3 MeV/c2 en fait le troisième quark le plus léger après les quarks d (down) et u (up). Au même titre que tous les quarks, son spin est de 1/2, ce qui suffit à le qualifier de fermion mais pas de lepton puisqu’en tant que quark il est soumis aux quatre interactions fondamentales, dont l’interaction forte. Son antiparticule est l’antiquark strange (parfois appelé antistrange), noté {\displaystyle {\overline {s}}}.
Le quark strange possède en outre une propriété intrinsèque appelée étrangeté dont la valeur est de S = -1 (et S = 1 pour son antiquark) qui, dans le cas des particules composites détermine expressément leur stabilité. Du fait de ses propriétés singulières, il détermine comme particule étrange tout hadron (particule composée de quarks) qui contiendrait au moins un quark (ou antiquark) strange de valence, et plus spécifiquement comme hypéron tout baryon d’étrangeté non nulle.

## Historique

Diagramme de désintégration des quarks.

Lors des premiers temps de la physique des particules (première moitié du XXe siècle), les hadrons comme le proton, le neutron et les pions étaient considérés comme des particules élémentaires. Toutefois, de nouveaux hadrons furent découverts ; si très peu étaient connus dans les années 1930 et 1940, en particulier à cause des limitations techniques de l’époque (les chercheurs utilisaient des chambres à brouillard), cela n’était déjà plus le cas dans les années 1950. Cependant, si la plupart de ces particules se désintégrant par l’interaction forte avaient une durée de vie de l’ordre de 10−23 seconde, certaines, se désintégrant par l’interaction faible, atteignaient une durée de vie de l’ordre de 10−10 seconde. Une durée de vie aussi longue semblait contredire les prédictions d’alors, compte tenu de la masse des particules concernées. C’est en étudiant ces désintégrations que Murray Gell-Mann (à partir de 1953),,, et Kazuhiko Nishijima (en 1955), développèrent le concept d’étrangeté (que Nishijima appela eta-charge, d’après le méson êta (η)) qui qualifiait la propriété responsable de la durée de vie « étrangement » longue de ces particules. La formule de Gell-Mann–Nishijima résulte de ces efforts pour comprendre ces désintégrations étranges.
Cependant, les relations entre chaque particule et les principes physiques sur lesquels reposait la propriété d’étrangeté étaient encore obscures. En 1961, Gell-Mann et Yuval Ne’eman (indépendamment l’un de l’autre) proposèrent un mode de classification des hadrons nommé voie octuple, ou en termes plus techniques, symétrie de saveurs SU(3). Les hadrons étaient ainsi classés par multiplets d’isospins. Les principes d’isospin et d’étrangeté, encore abstraits alors, ne furent réellement expliqués qu’en 1964, lorsque Gell-Mann et George Zweig, (indépendamment l’un de l’autre) proposèrent le modèle des quarks, à ce moment constitué des seuls quarks up, down et strange. Les quarks up et down étaient porteurs d’isospin, alors que le quark strange portait la propriété d’étrangeté. Mais alors que le modèle des quarks expliquait la voie octuple, il n’y eut aucune preuve expérimentale de l’existence des quarks avant 1968 au Centre de l’accélérateur linéaire de Stanford, où des expériences de diffusion profondément inélastique mirent en évidence l’existence de sous-structures dans les protons. Le modèle des quarks, proposant trois sous-structures de valence pour un proton (ce qui expliquait parfaitement les données de l’expérience), était confirmé.
Pour qualifier ces trois sous-structures, le concept de quarks a d’abord rencontré une certaine réticence, le modèle des partons proposé par Richard Feynman étant bien plus populaire,, mais avec le temps le modèle des quarks finit par prendre sa place (voir la révolution de novembre).

## À propos du nomstrange
Le quark strange (de l’anglais signifiant étrange) fut ainsi nommé lorsque Murray Gell-Mann et George Zweig développèrent le modèle des quarks en 1964 ; la première particule étrange (particule possédant un quark strange de valence) fut cependant découverte dès 1947 avec la détection du kaon.
La découverte du kaon précéda donc l’introduction du concept d’étrangeté, qui elle-même précéda l’appellation de strange pour ce quark dont le symbole s demeure le nom officiel.

## Hadrons
Parmi les hadrons contenant un ou plusieurs quarks strange de valence, on peut citer :
- les kaons, mésons contenant un quark ou un antiquark strange et un quark ou un antiquark up ou down ;
- les mésons η et η’, superposition de plusieurs paires quark-antiquark, dont une paire quark-antiquark strange ;
- le méson φ, méson vecteur constitué d’une unique paire strange-antistrange de valence ;
- les hypérons, baryons d’étrangeté non nulle ; les baryons Λ0, Σ, et Ξc contiennent un quark strange de valence, les Ξ0, Ξ− et Ω0c en contiennent deux et le baryon Ω− en contient trois.